# Centrum Żydowskie w Oświęcimiu
Centrum Żydowskie w Oświęcimiu – organizacja pozarządowa, której misją jest zachowanie pamięci o społeczności żydowskiej miasta Oświęcimia oraz edukacja o zagrożeniach płynących z antysemityzmu, rasizmu oraz innych uprzedzeń i nietolerancji.
Centrum Żydowskie prowadzi Muzeum Żydowskie, opiekuje się jedyną zachowaną w mieście Synagogą Chewra Lomdei Misznajot oraz domem ostatniego żydowskiego mieszkańca Oświęcimia Szymona Klugera, w którym znajduje się kawiarnia Cafe Bergson z przestrzenią wystawową i edukacyjną. Ponadto Centrum udostępnia do zwiedzania cmentarz żydowski w Oświęcimiu, który jest własnością gminy żydowskiej w Bielsku-Białej.

## Historia Centrum
W 1995 r. w Nowym Jorku powstała Auschwitz Jewish Center Foundation, której celem było stworzenie żydowskiego centrum kulturalno-edukacyjnego w Oświęcimiu. Dla realizacji tego zadania powołano rok później w Polsce siostrzaną organizację Fundację Edukacyjne Centrum Żydowskie w Oświęcimiu. We wrześniu 2000 roku Centrum Żydowskie w Oświęcimiu zostało oficjalnie otwarte. 
Od września 2006 Centrum jest stowarzyszone z Muzeum Dziedzictwa Żydowskiego w Nowym Jorku.

## Działalność

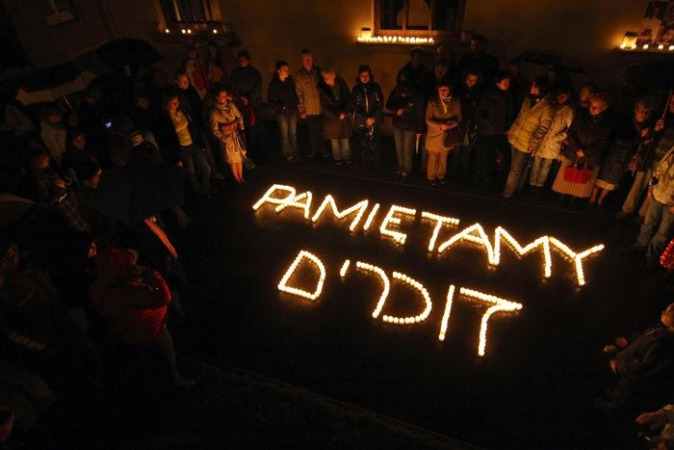
67. rocznica deportacji Żydów w Centrum Żydowskim w Oświęcimiu

Centrum realizuje swoją misję poprzez udostępnianie do zwiedzania zabytkowej synagogi Chewra Lomdej Misznajot, Muzeum Żydowskiego i Domu Rodziny Klugerów. Odwiedzający mogą skorzystać z oprowadzania z przewodnikiem po wymienionych częściach Muzeum, a także po żydowskich śladach w mieście.  
Dla grup szkolnych z Polski i zagranicy centrum prowadzi warsztaty edukacyjne na temat judaizmu, historii Żydów w Oświęcimiu oraz praw człowieka. Dla studentów, nauczycieli oraz służb mundurowych przygotowywane są specjalne programy studyjne na temat historii Holokaustu oraz współczesnych uprzedzeń i przemocy motywowanej nienawiścią. 

## Muzeum Żydowskie

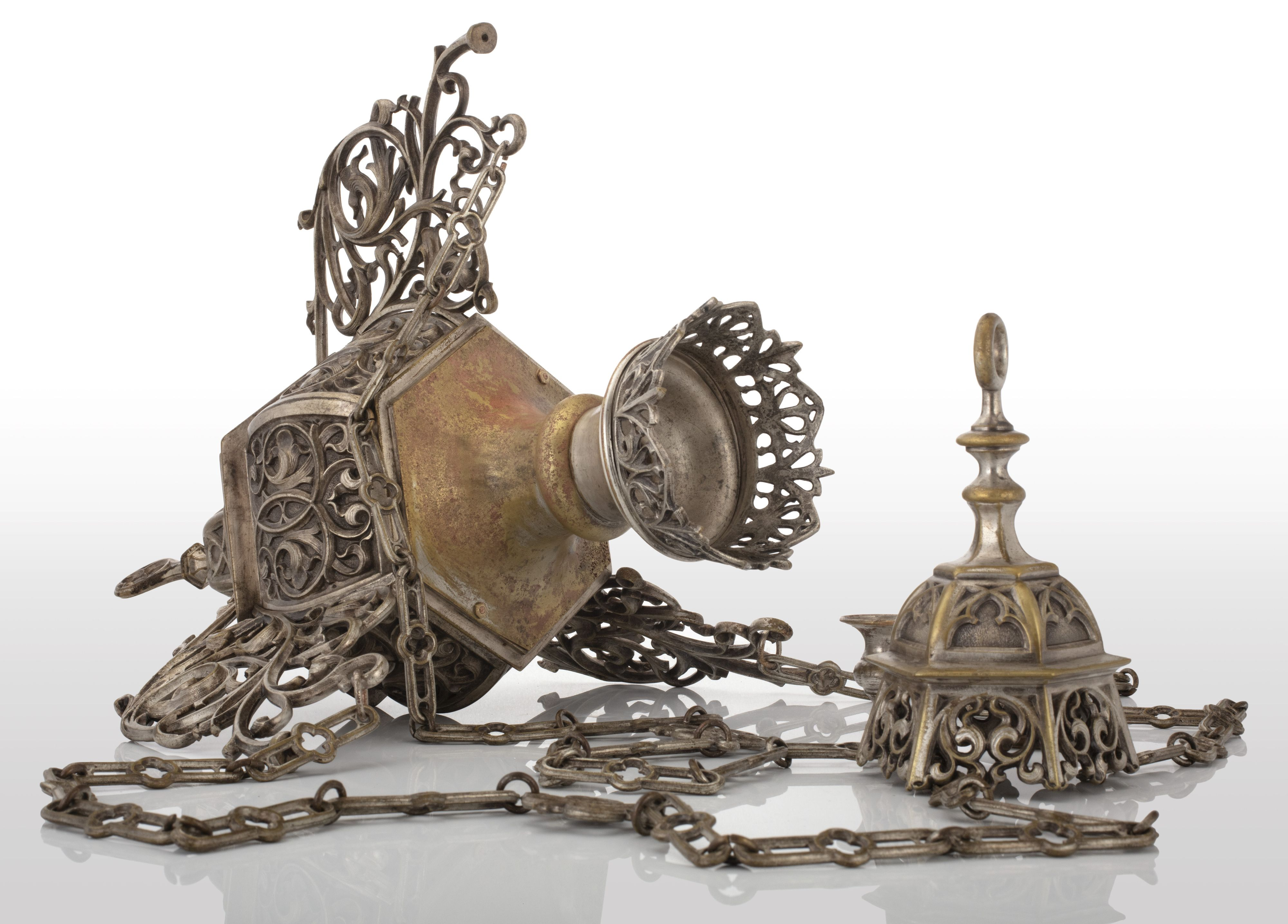
Lampa Ner Tamid z Wielkiej Synagogi w Oświęcimiu

Muzeum Żydowskie jest zlokalizowane w przedwojennym domu rodzin Kornreichów i Dattnerów, który sąsiaduje z synagogą. Wystawa główna pt. „Oszpicin. Historia żydowskiego Oświęcimia” prezentuje ponad 400 lat obecności Żydów w mieście poprzez fotografie, dokumenty, zabytkowe eksponaty oraz multimedia, w tym wspomnienia byłych żydowskich mieszkańców Oświęcimia. „Oszpicin” to nazwa, którą nazywali Oświęcim jego żydowscy mieszkańcy – w języku jidysz słowo to oznacza „gości”.  
Dla odwiedzających jest dostępna także bezpłatna aplikacja Oszpicin po polsku, angielsku, niemiecku i hebrajsku. 

### Zabytki

#### Zabytki z Wielkiej Synagogi
W Muzeum Żydowskim prezentowane są przedmioty znalezione podczas wykopalisk prowadzonych w latach 2004-2005 w miejscu, w którym stała zniszczona na początku II wojny światowej Wielka Synagoga w Oświęcimiu. Prace przeprowadzili archeolodzy z Uniwersytetu Mikołaja Kopernika w Toruniu pod kierunkiem dr Małgorzaty Grupy. Podczas wykopalisk zespół archeologów odzyskał ponad 400 elementów wyposażenia świątyni. Obiekty zostały następnie odnowione, skatalogowane i włączone do kolekcji Muzeum Żydowskiego. 
Wśród zabytków z Wielkiej Synagogi wyróżnia się grupa lamp i żyrandoli. Wśród nich znajduje się lampa Ner Tamid (hebr. wieczne światło), która została odnaleziona wraz z innymi przedmiotami podczas prac archeologicznych prowadzonych na terenie Wielkiej Synagogi przy ul. Berka Joselewicza w 2004 roku. Lampę zawieszano najczęściej nad lub przy aron ha-kodesz (wcześniej we wnęce na zachodniej ścianie synagogi) i zapalano niezależnie od tego, czy synagoga jest pusta, czy zamknięta (tradycja ta ma przypominać o wiecznie oświetlonej menorze w starożytnej świątyni jerozolimskiej). Dzięki wykopaliskom znaleziono także żyrandol z Wielkiej Synagogi oraz menory. 

#### Rejestr ocalonych

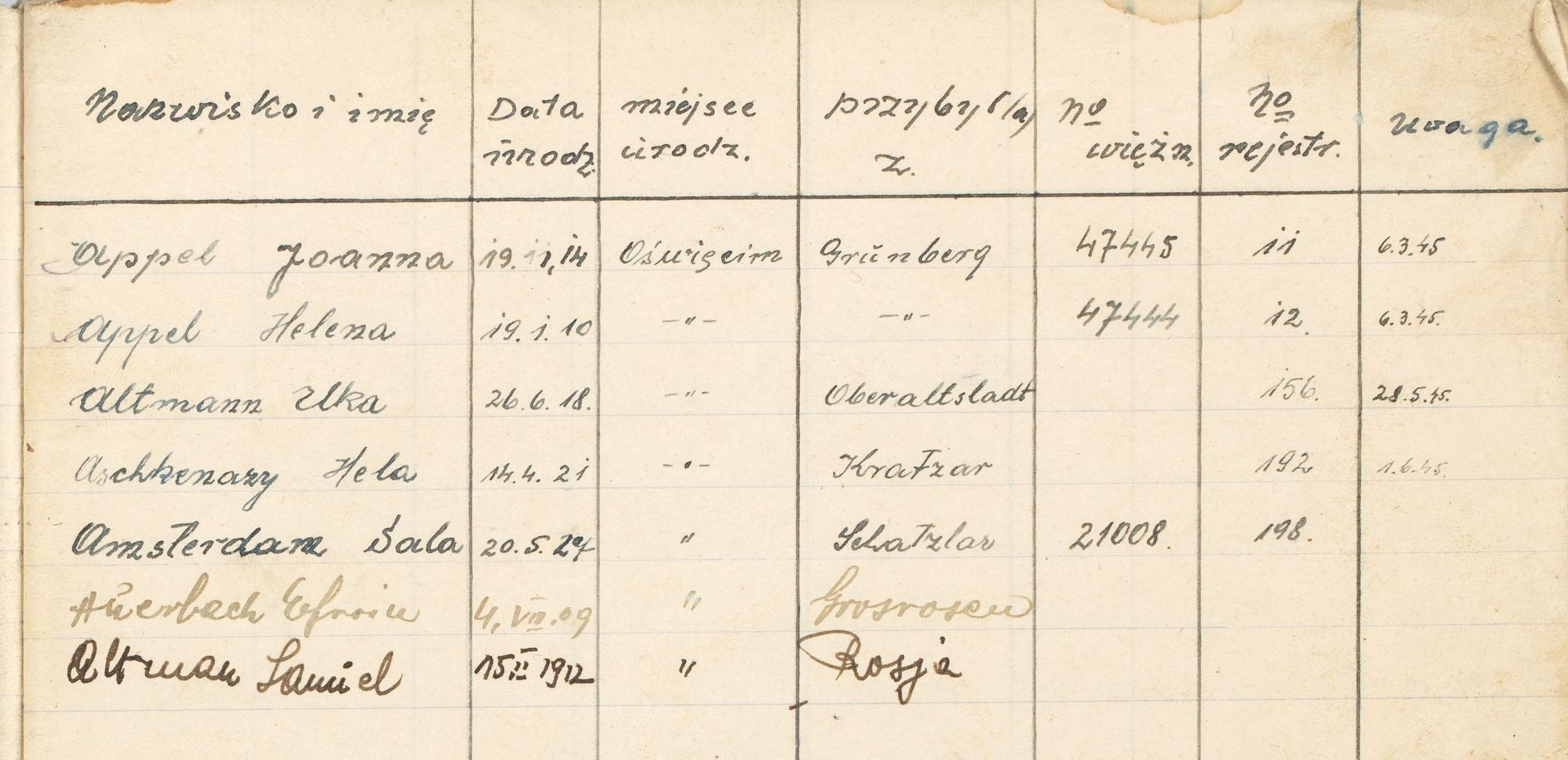
Rejestr ocalonych z Zagłady, 1945

Jednym z najcenniejszych eksponatów w zbiorach Muzeum Żydowskiego jest rejestr żydowskich mieszkańców Oświęcimia, którzy po wojnie wrócili do miasta. Rejestr był prowadzony przez miejscowy Komitet Żydowski, który powstał w kwietniu 1945 roku pod przewodnictwem Maurycego Bodnera.
W zeszycie znajdują się nazwiska kilkuset Żydów, którzy przeżyli Zagładę i wrócili do Oświęcimia. Większość osób, których nazwiska zostały wpisane do rejestru, przebywała w Oświęcimiu tylko przez krótki czas (następnie wyjechali oni z miasta).     
Na liście znajdują się zarówno przedwojenni mieszkańcy Oświęcimia, jak i ocaleni przybyli z innych terenów.        

### Ikonografia

#### Fotografie i dokumenty żydowskiej społeczności

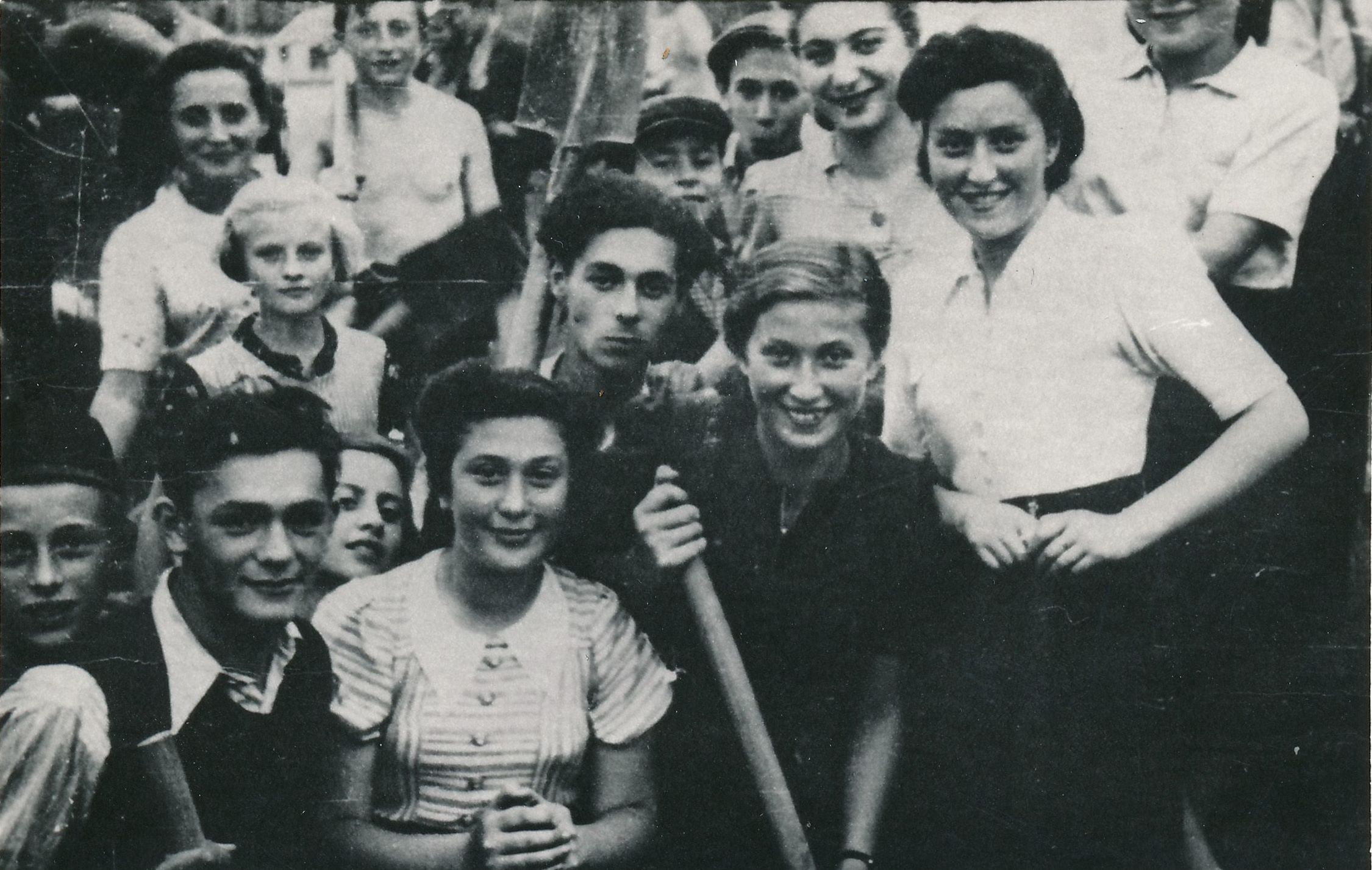
Mieszkańcy Oświęcimia - Żydzi i katolicy - wspólnie kopią rowy przeciwczołgowe, 1939 rok

W zbiorach muzeum znajdują się także fotografie żydowskich i polskich mieszkańców przedwojennego Oświęcimia, listy pisane przez członków społeczności, zaświadczenia, zezwolenia i inne archiwalne materiały dokumentujące życie przedwojennej, wielokulturowej społeczności Oświęcimia.
Zanim Auschwitz i miasto Oświęcim stały się symbolem Holokaustu, było to zwykłe miasto, w którym od początku XVI wieku mieszkali Żydzi. W latach poprzedzających II wojnę światową stanowili oni większość (około 60%) mieszkańców Oświęcimia; kolejne pokolenia przyczyniały się do powstania bogatej i wielowarstwowej lokalnej kultury. Po wojnie ocalało lub powróciło do miasta bardzo niewielu Żydów (a wielu z nich wkrótce ponownie opuściło Polskę). Ekspozycja Muzeum Żydowskiego ma na celu przybliżenie dzisiejszej publiczności historii przedwojennej społeczności żydowskiej poprzez zdjęcia, dokumenty i nagrane relacje ocalałych.

## Synagoga

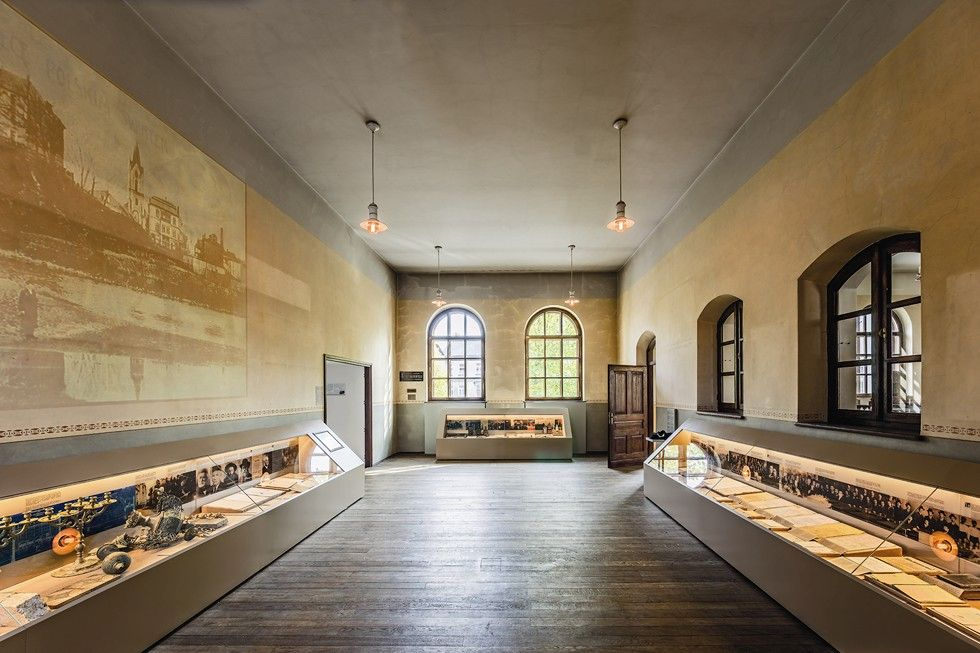
Dawny babiniec – dziś miejsce ekspozycji o przedwojennych Żydach oświęcimskich

Synagoga Chewra Lomdei Misznajot jest jedynym żydowskim domem modlitwy w Oświęcimiu, który dotrwał do czasów współczesnych. Jego budowę rozpoczęto ok. 1913 roku, a swoje funkcje spełniał on do roku 1939. W okresie międzywojennym było to jedno z ok. 20 żydowskich miejsc modlitwy. Podczas wojny Niemcy zniszczyli wnętrze synagogi i przeznaczyli ją na magazyn amunicji. Po wojnie symboliczna grupa ocalonych z Holokaustu korzystała ponownie z synagogi do modlitw. W okresie PRL budynek stał częściowo opuszczony, aby następnie stać się magazynem dywanów. 
W 1998 roku budynek synagogi został zwrócony gminie wyznaniowej żydowskiej w Bielsku-Białej – jako pierwszy obiekt żydowskiego kultu religijnego w Polsce oddany w ręce prawowitych spadkobierców po upadku komunizmu. Bielska gmina w tym samym roku przekazała bezpłatnie ją na rzecz Fundacji Edukacyjne Centrum Żydowskie w Oświęcimiu.
W 2000 roku po remoncie synagoga została ponownie udostępniona. Dziś Synagoga Chewra Lomdei Misznajot nie posiada swojego rabina, ani zgromadzenia wiernych, lecz pozostaje jedynym żydowskim miejscem kultu religijnego w pobliżu byłego obozu KL Auschwitz, służąc doraźnie jako miejsce modlitwy, refleksji i pamięci.

## Dom Rodziny Klugerów

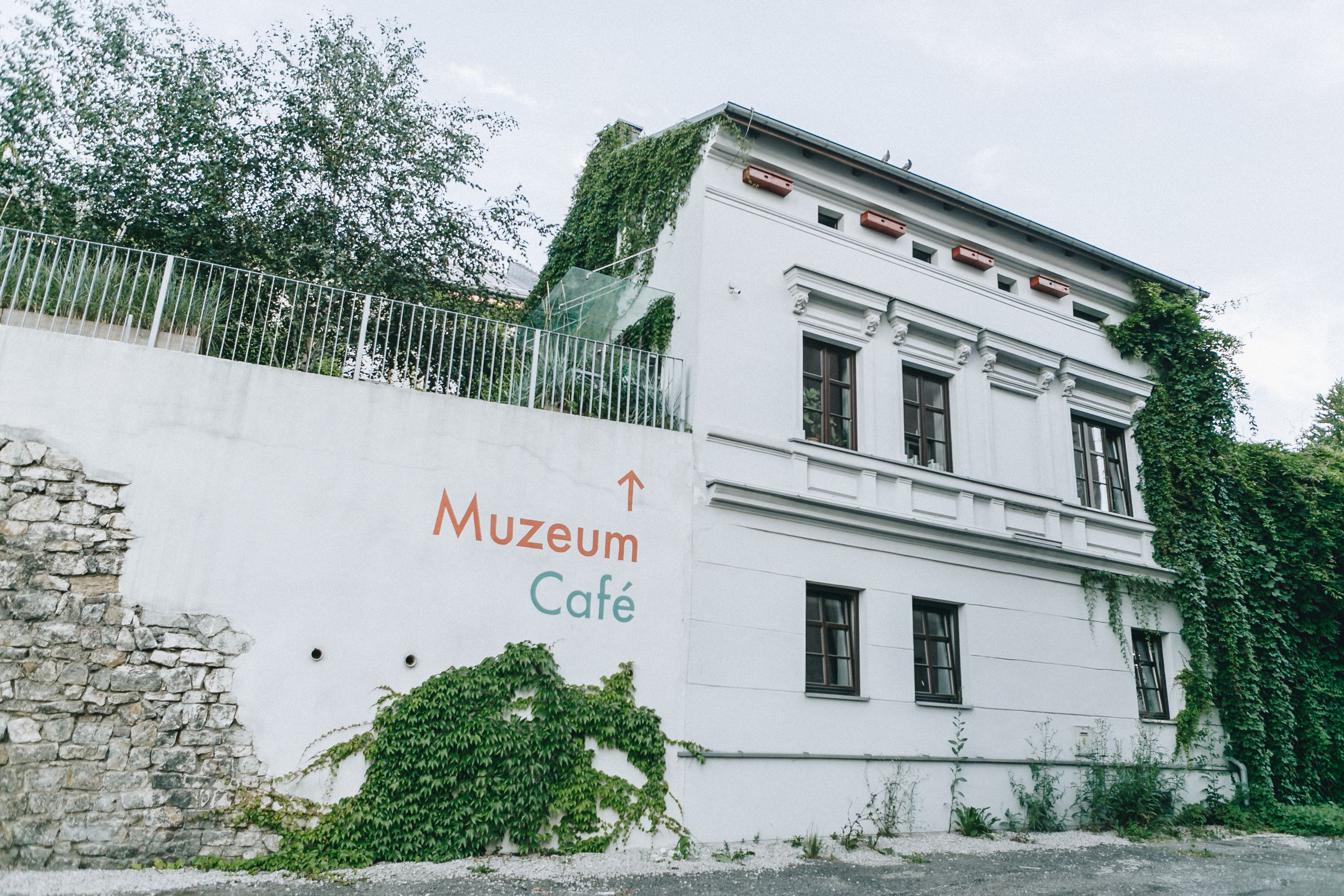
Dom Klugerów w Oświęcimiu po renowacji

Za synagogą Chewra Lomdej Misznajot znajduje się ponadstuletni dom, w którym przed wojną mieszkała żydowska rodzina Klugerów: Symcha i Frida z dziewięciorgiem dzieci. Z Holokaustu ocalała jedynie trójka dzieci, w tym Szymon Kluger (1925-2000), który od 1961 roku aż do swojej śmierci ponownie mieszkał w rodzinnym domu. Budynek został następnie podarowany przez jego spadkobierców Centrum Żydowskiemu w Oświęcimiu, które w 2013 r. przeprowadziło gruntowny remont i adaptację na kawiarnię muzealną Cafe Bergson, wraz z przestrzenią edukacyjną i wystawową. Zachowano oryginalne drzwi wejściowe ze śladem po mezuzie oraz wyeksponowano historyczne elementy budynku w jego wnętrzu. 
W Cafe Bergson realizowane są projekty kulturalne i edukacyjne dotyczące zarówno przeszłości Oświęcimia jak i współczesnej tematyki praw człowieka oraz ochrony środowiska naturalnego.

## Nagrody i wyróżnienia
W 2011 roku Stowarzyszenie Służby za Granicą przyznało Centrum Żydowskiemu w Oświęcimiu Austriacką Nagrodę Pamięci Holocaustu – wyróżnienie przyznawane raz do roku osobom lub grupom osób za wyjątkowy wkład w zachowanie pamięci o ofiarach Zagłady.